# Миниатюра изображения

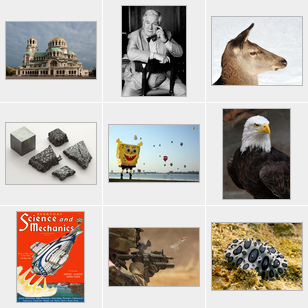
Примеры миниатюр из пропорционально уменьшенных до единого для всех размера изображений

Миниатю́ра (англ. thumbnail), тж. «превью́» (англ. preview) — уменьшенная до небольших размеров копия изображения для компактного представления пользователю.
Такие уменьшенные копии являются обычной практикой в любых программах и веб-приложениях для работы с графическими файлами (растровыми, векторными, фрактальными).
При этом миниатюры могут широко использоваться для любой информации, которую пользователь привык воспринимать визуально (чертежи САПР, 3D-модели, скриншот текущего места в сохранении в игре и прочее).
Миниатюры могут генерироваться каждый раз заново, но если это может оказаться ресурсоёмким, их специально кэшируют.
Для этого они размещаются или все вместе в определённом хранилище (папка, единый файл, база данных), или уменьшенное изображение дополнительно встраивается в файл, если формат файла это поддерживает.
Последний случай ещё и удобен для сторонних разработчиков, так как им, при обзоре файлов, для отображения миниатюр не обязательно знать формат полностью.
При работе с видео так же часто пользуются миниатюрами.
В видеоредакторе на временной шкале можно отображать уменьшенные копии ключевых кадров, чтобы монтажёр мог быстрее ориентироваться.
Если же это программный продукт для просмотра видеороликов, то для их представления можно автоматически или вручную выбрать для миниатюры произвольный кадр.
Некоторые программы и web-сервисы генерируют сразу несколько миниатюр для одного видео.
При этом во время обзора набора роликов они отображают только один из них, но при наведении курсора мыши, его начинают быстро сменять другие, чтобы пользователь получил большее представление об интересующем его видео.
Миниатюры сами по себе обычно несут просто описательную функцию.
Поэтому в целях экономии ресурсов их могут без ущерба сохранять с худшим качеством картинки по сравнению с исходным.
Миниатюры так же не обязаны храниться в том же формате, что и исходное изображение.
Разработчик может для этого выбрать какой-то единый для всех формат, чтобы облегчить себе задачу.
Исходя из этой же функции описательности, для миниатюры можно использовать не всё изображение целиком, а только его фрагмент.
Зачастую это может быть даже информативней и полезней.
Некоторые изображения при уменьшении могут превращаться в неинформативную пиксельную кашу (например, схемы), и тогда явно лучше использовать узнаваемый фрагмент.
Ещё один из примеров: человек в полный рост расположен внизу фотографии на фоне обширного пейзажа.
Если всё фото уменьшить до размеров миниатюры, то узнать человека смогут лишь хорошо знакомые с ним люди.
Другое дело если в миниатюру вставить только его лицо, захватив часть фона.
Тогда человека узнает уже большее количество людей и при этом им будет понятно, в каком окружении он находится.

## Юридическая сторона
В 2002 году в США суд по делу «Келли против Arriba Soft Corporation» (англ.) установил, что использование миниатюр не нарушает авторские права, а является случаем добросовестного использования, которое помогает пользователям Интернета с помощью поисковых систем находить требуемый контент.

## Размеры
Каждый производитель программного продукта обычно сам определяет фиксированные максимальные размеры миниатюр (обычно одинаковые для ширины и высоты).
Для их создания изображения пропорционально уменьшаются так, чтобы большая сторона не превышала оговорённый предел.
Это упрощает проектирование пользовательского интерфейса, так как разработчик уверен что картинка не выйдет за определённые рамки.
Внизу представлена сравнительная таблица с фотографиями разных объектов, уменьшенных до разных размеров.
По ней вы можете сориентироваться при выборе подходящего размера миниатюр.
Уменьшение было произведено программным обеспечением Wikimedia Foundation Inc., а качество конечной миниатюры зависит от выбранного алгоритма уменьшения растрового изображения.
| 32×32   | 48×48   | 64×64   | 96×96   | 160×160  | 256×256  |
| ------- | ------- | ------- | ------- | -------- | -------- |
|         |         |         |         |          |          |
| 0,8 КБ  | 1,25 КБ | 1,68 КБ | 3,12 КБ | 7,2 КБ   | 15,5 КБ  |
|         |         |         |         |          |          |
| 3,94 КБ | 4,38 КБ | 4,77 КБ | 5,84 КБ | 8,45 КБ  | 13,57 КБ |
|         |         |         |         |          |          |
| 0,77 КБ | 1,29 КБ | 1,83 КБ | 3,57 КБ | 9,6 КБ   | 23,78 КБ |
|         |         |         |         |          |          |
| 7,81 КБ | 8,12 КБ | 8,53 КБ | 9,53 КБ | 11,72 КБ | 17,64 КБ |
|         |         |         |         |          |          |
| 3,76 КБ | 4,09 КБ | 4,38 КБ | 5,36 КБ | 8,55 КБ  | 16,53 КБ |

## Примеры использования
Данная галерея сама по себе является отдельным примером использования миниатюр.

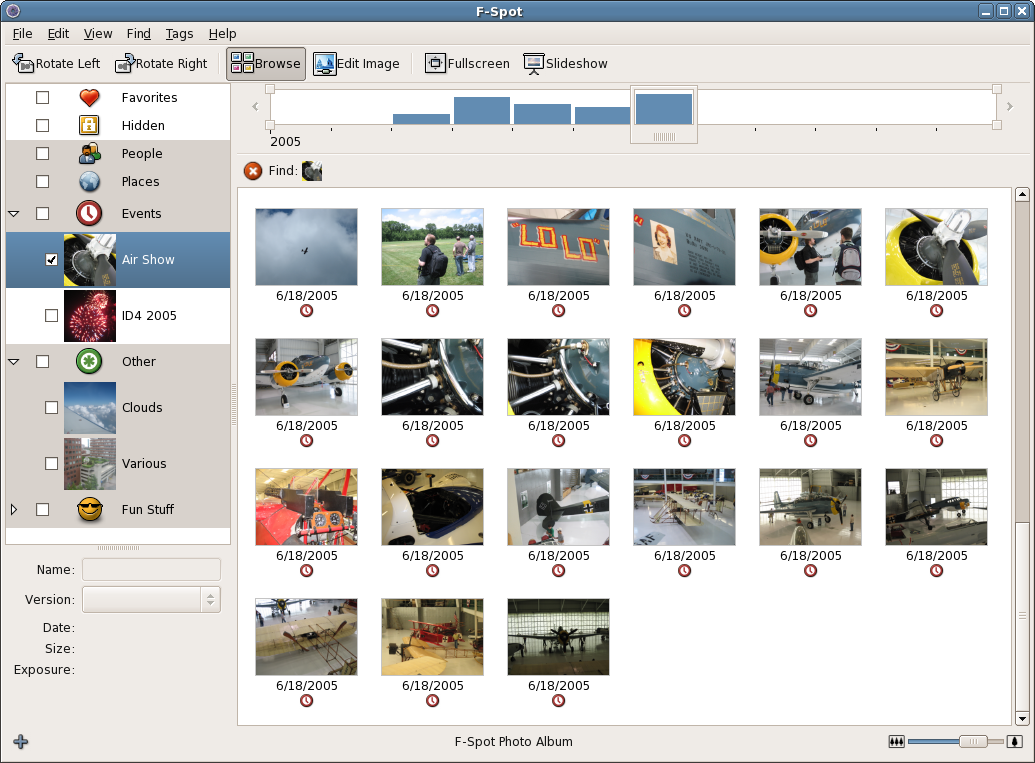
Использование миниатюр при обзоре фотографий и в категориях слева.
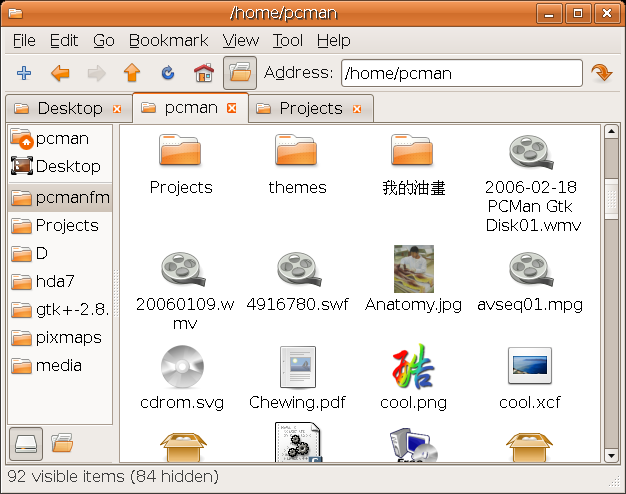
Использование в файловом менеджере миниатюры вместо пиктограммы формата файла (Anatomy.jpg).
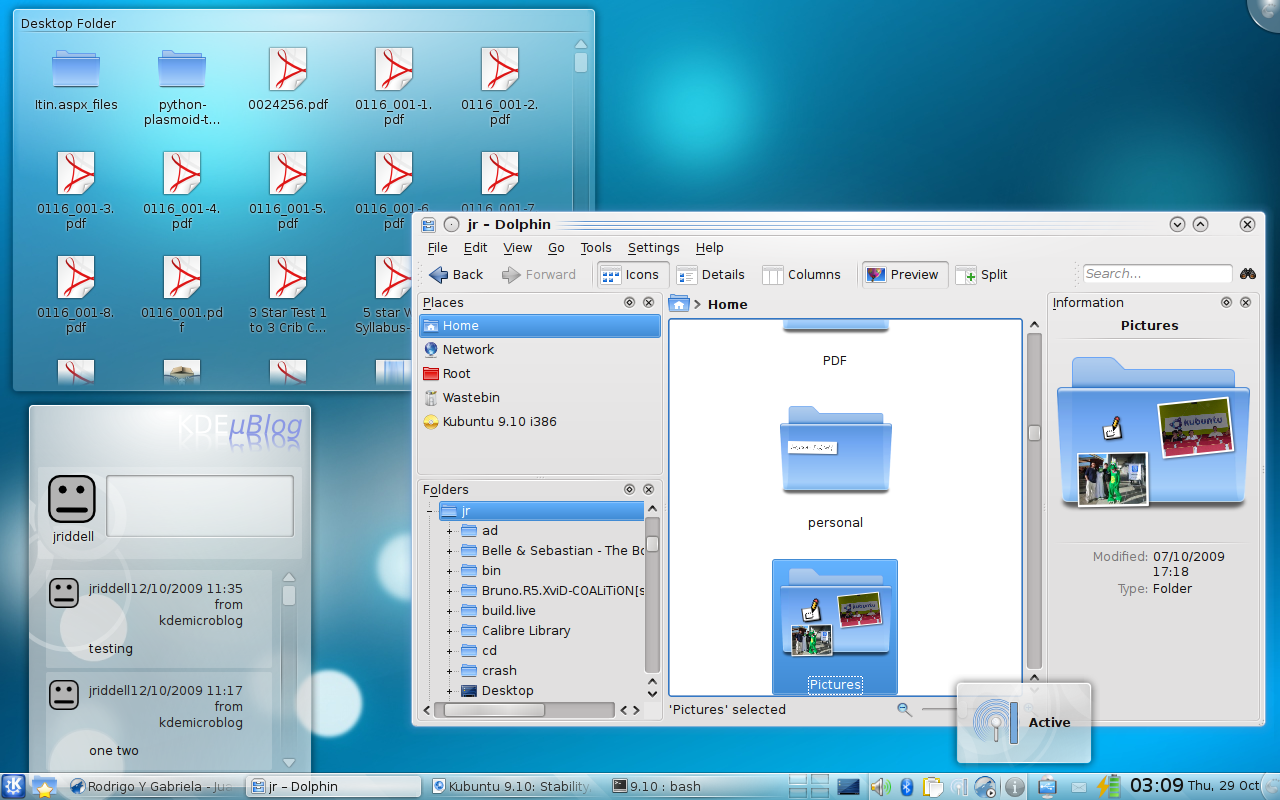
Необычное размещение миниатюр поверх пиктограммы папки.